# S̨
S̨ (minuscule: s̨), appelé S ogonek, est une lettre latine utilisé dans la transcription de l'arabe marocain. Il s’agit de la lettre S diacritée d’un ogonek.

## Utilisation
En la transcription de l'arabe marocain, s̨ est utilisé en la réalisation intermédiaire entre s et š de *š dans Comolli 2021.

## Représentations informatiques
Le S ogonek peut être représenté avec les caractères Unicode suivants (latin de base, diacritiques) :
| formes    | représentations | chaînes de caractères | points de code | descriptions                                 |
| --------- | --------------- | --------------------- | -------------- | -------------------------------------------- |
| capitale  | S̨               | S◌̨                    | U+0053 U+0328  | lettre majuscule latine s diacritique ogonek |
| minuscule | s̨               | s◌̨                    | U+0073 U+0328  | lettre minuscule latine s diacritique ogonek |